# Vibrator (album)
Vibrator è un album del cantautore statunitense Terence Trent D'Arby (successivamente noto come Sananda Maitreya), pubblicato dall'etichetta discografica Columbia nel 1995.
L'album è prodotto dallo stesso interprete. Dal disco vengono tratti i singoli Holding On to You, Vibrator e Supermodel Sandwich.

## Tracce
1. Vibrator
2. Supermodel Sandwich
3. Holding On to You
4. Read My Lips (I Dig Your Scene)
5. Undeniably
6. We Don't Have That Much Time Together
7. C.Y.F.M.L.A.Y?
8. If You Go Before Me
9. Surrender
10. TTD's Recurring Dream
11. Supermodel Sandwich W/Cheese
12. Resurrection
13. It's Been Said